# Вірменська міфологія
Вірме́нська міфоло́гія (вірм. Հայ դիցաբանություն) — релігійні погляди й культи стародавніх вірменів, що базувались на комплексі протоіндоєвропейських вірувань, які існували до офіційного прийняття на початку IV століття за царя Трдата III християнства як державної релігії, й донині зберігаються в сучасній вірменській культурі у формі традицій, що передаються від покоління до покоління. Вірменська міфологія належить до системи стародавніх уявлень пращурів сучасних індоєвропейських народів.

## Формування вірменської міфології
Пантеон вірменських богів (діців), що формувався за часів зародження протовірменів, успадкував і, на початковому етапі свого існування, зберігав основні елементи поганства протоіндоєвропейських племен, які населяли Вірменське нагір'я.
Первинним культом поклоніння була деяка неосяжна вища сила, розум, що йменувався Ар. Фізичним втіленням Ара було Сонце (Арев), якому поклонялись стародавні вірмени, які називали себе аревордами (вірм. — діти Сонця). З давніх часів культ поклоніння Сонцю посідав особливе місце у вірменському поганстві.
Також серед найдавніших культів, що мали спільне індоєвропейське та європейське коріння, можна назвати культ орла та лева, шанування Неба. В основу багатьох давньовірменських міфів покладено у модифікованому вигляді мотиви запеклої боротьби між урумейцями та Ассирією, а IX століття до н. е. — між державою Біайна (Урарту) й Ассирією.
З плином часу вірменський пантеон оновлювався, в ньому з'являлись нові божества, які мали вірменське, а не загальноарійське походження. Тоді Богом-Творцем, уособленням вищої сили та главою пантеону постав Айк — прототип легендарного Гайка-Лучника.
Також, на думку Алішана, верховним богом вірменського пантеону вважався й Ванатур, якого згодом замінив Арамазд. Останній же хоч і з'явився під впливом зороастризму, проте частково зберіг і суто вірменські риси. Аналогічним чином суто вірменську богиню родючості й материнства Нар замінила Анаїт (в зороастризмі богиня родючості — Адвісура-Анаїта), хоча на думку деяких вчених (зокрема Абегяна) Анаїт походить від псевдоніму ассирійської богині Іштар — Анату.
За часів елліністичної доби (III—I століття до н. е.) давньовірменські божества ототожнювались з античними богами:
- Арамазд — із Зевсом,
- Анаїт — з Артемідою,
- Ваагн — з Гераклом,
- Астхік — з Афродітою,
- Нане — з Афіною,
- Міхр — із Гефестом,
- Тір — з Аполлоном чи Гермесом.

Після офіційного прийняття у Вірменії християнства з'явились нові міфологічні образи й сюжети, стародавні міфи та вірування були трансформовані. Біблійські персонажі перейняли функції архаїчних богів і духів, наприклад, Іван Хреститель (вірменський Сурб (святий) Оганес) набув деяких рис Ваагна й Тіра, а архангел Гавриїл (Габрієл Хрештакапет) — Ваагна.
Основні відомості про вірменську міфологію збереглись у творах давньогрецьких авторів (Платон, Геродот, Ксенофонт, Страбон), візантийця Прокопія Кесарійського, а також середньовічних вірменських письменників (Мовсес Хоренаці, Агатангелос (Агатангел), Єзнік Кохбаці, Себеос, Ананія Ширакаці), та, звісно, у мовних народних переказах.
Для стародавніх міфів, переданих у письмовій традиції, характерною є історизація змісту. Архаїчні боги та герої перетворювались у них на епонімів вірменів, засновників країни та держави (Гайк, Арам, Ара Гехецик, Ваагн тощо). Міфічні події було включено до конкретного географічного середовища. Злі космічні чи хтонічні духи й демони почали поставати як «чужі» етнічні вожді, царі або цариці ворожих держав (Аждахак, противник Гайка — Бел із Вавилона, Баршамін тощо). Боротьба між хаосом і порядком трансформувалась на військово-політичну боротьбу між вірменським і «чужими» народами та державами (наприклад, війна вірменського царя Тиграна проти мідійського царя Аждахака). Центральний сюжет у стародавній вірменській міфології — спротив протовірменів чи вірменів іноземному загарбництву.
Під час де міфологізації та історизації архаїчних міфів і складання епосу між різними міфологічними персонажами виник певний генеалогічний зв'язок:
- Арам, один з епонімів вірменів, — нащадок Гайка,[2]
- Ара Гехецик — син Арама,
- Анушаван Сосанвер — онук Ара Гехецика.

Епічні царі (Тигран, Арташес, Артавазд) також вважались нащадками Гайка.
Також значне місце у міфах посідають і вірування про демонів і злих духів. В архаїчних міфах та в епосі «Віпасанк» виступають демони: вішапи (духи бурі та смерчу), деви й каджі. У замовляннях, ворожіннях, народних прикметах згадуються чарки та інші злі духи. До нашого часу збереглись стародавні велетенські кам'яні скульптури, що мають форму риб, названі в народі «вішапи».

## Характер вірувань
Вірування стародавніх вірменів, як утім, і майже всіх праіндоєвропейців, пов'язані із шануванням безлічі культів, основними з яких були: культ пращурів, культи небесних тіл (культ Сонця, культ Місяця, культ Неба), поклоніння тотемам: левам, орлам і бикам.
Проте основним культом, звичайно, було поклоніння богам вірменського пантеону. Верховним богом був спільний індоєвропейський бог Ар (як початок), потім Ванатур.
Пізніше (за часів вірменсько-перських відносин) Богом-Творцем став Арамазд, якого за часів еллінізму ототожнювали із Зевсом.

### Тотемізм
Окрім основних культів орла й лева існували також і інші священні тварини: бик (Єрванд і Єрваз народились від зв'язку жінки з биком, відповідно — батько-бик постає тотемом їхнього роду), олень (починаючи з бронзової доби, зустрічаються численні зображення, статуї та барельєфи, пов'язані з культом богині-матері, а пізніше — з християнською Божою Матір'ю), ведмідь, кішка, собака (наприклад, Аралез).
Священні птахи.
- Арагіл (вірм. արագիլ), лелека — вісник Ара Гехецика, а також захисник полів. Відповідно до стародавніх міфологічних уявлень, два лелеки уособлюють сонце. Також за деякими міфами, у своїй країні Арагіл — селяни-землероби. Коли настає час, вони надягають пір'я та прилітають до Вірменії. Перед відльотом убивають одного зі своїх пташенят і приносять його в жертву богу;
- Артцив (вірм. արծիվ), орел — в епосі «Давид Сасунський» постає посланцем богів.
- Акахах (вірм. աքաղաղ), півень — птах-віщун, провісник ранкового світла. Вважалось, що він мав дуже важливу функцію — він мав воскрешати людей від тимчасової смерті — сну та відгонити від них духів хвороб. У християнізованому міфі півня призначено ігуменом монастиря святого Георгія, без його заклику жоден караван, що зупинився в монастирі, не вирушає в путь.
- Крунк (вірм. կռունկ), журавель.
- Тцитцернак (вірм. ծիծեռնակ), ластівка.

Багато міфів присвячено зміям, культ яких здавна був поширений серед народу (особливо шанувався вуж — лорту, якого вважали другом вірменів). Вважалось, що священні змії живуть у печерах у власних палацах, у царів змій на голові — коштовний камінь чи золоті роги. У кожного з царів своє військо. Також у «Віпасанку» цар марів (мідян) вішап Аждахак постає їхнім тотемом (відповідно до народної етимології, мар — «змія», «вішап»)
Священні рослини: платан, ялівець, бригонія.

### Гори
Походження гір у міфах зазвичай є антропоморфним. За одними міфами, раніше гори були братами-гігантами. Щоранку вони підперезувались та йшли вітати одне одного. Але з часом вони почали лінуватись рано вставати й вітались уже не затягуючи ремінів. Боги покарали братів і перетворили їх на гори, їхні пояси — на зелені долини, а сльози — на джерела. В іншому варіанті гори Масіс (Арарат) і Арагац були сестрами, а Загрос і Тавр — рогатими вішапами (драконами), що боролись між собою.

### Вогонь і вода
Відповідно до вірменських міфів вогонь і вода були братом і сестрою, але сестра-вогонь посварилась із братом-водою, й тому тепер вони вічні вороги. За іншими переказами, вогонь створив сатана. Цей вогонь потім почали використовувати й люди. За це розгнівався на них бог и створив як кару для людей божий вогонь — блискаву.
Із вогнем пов'язано й обряди під час весіль та хрестин; на свято Терендез, що відзначає принесення немовляти Ісуса до Храму, запалюють ритуальні вогнища.

### Космогонія та небесні тіла
Небо в міфології виглядає як місто, оточене кам'яними стінами з мідною брамою. Біля бездонного моря, що розділяє небо й землю, розміщується рай. Біля райської брами протікає вогняна річка, через яку перекинуто міст з однієї волосини (мазе камурч). Під землею розміщено пекло. Виснажені душі грішників залишають пекло, підіймаються мостом, але він проривається під вагою їхніх гріхів, і души падають до вогняної річки.
Відповідно до іншого міфу, міст протягнуто над пеклом; коли настане кінець світу й воскреснуть усі померлі, кожен з них матиме пройти цим мостом; грішники впадуть з нього до пекла, а праведники перейдуть до раю.
Земля, відповідно до однієї з версій, розташовується на рогах бика. Коли він трясе головою, відбувається землетрус. За іншою версією, земля оточена тілом велетенської риби (Лекеон або Левіатан), що плаває у світовому океані. Риба прагне упіймати свій хвіст, але не може. Від її рухів відбуваються землетруси. Якщо ж риба упіймає свій хвіст, світ зруйнується.
Значне місце посідають й астральні сюжети. У давнину офіційна релігія вірменів включала культ сонця й місяця; їхні статуї розміщувались у храмі в Армавірі. Секти сонцепоклонників зберігались у Вірменії ще у XII столітті.
Із зірками був тісно пов'язаний культ пращурів. Так, Гайк — зоряний лучник, ототожнюється із сузір'ям Оріон.
За одним із міфів Чумацький Шлях — це молоко, що вилилось із грудей убитої жінки-перевертня, а Велика Ведмедиця — сім говірких кумушок, перетворених розгніваним богом на зорі.
Також за народними віруваннями, кожна людина має в небесах свою зірку, яка згасає, коли їй загрожує небезпека.

### Природні явища
За одними міфами гроза асоціюється з пологами, від сполучення неба та землі, а грім — із криками жінки при цьому. В іншому варіанті, бог грози та блискавки Вахагн б'ється із вішапами — демонами бурі та смерчу. (Після поширення вірменами християнства його було замінено на пророка Іллю (Єгіа).
Зоря, відповідно до міфів, — це відблиск черева великої риби на землі, коли вона перевертається на спину), роса — сльози місяця чи пророка Іллі. Вітер народні повір'я пов'язують зі святим Саркісом.
Нічну темряву уособлює гішерамайрер. Йому протиставляється «добрий світ» дня, особливо ранкова зоря, що відгонить нічних духів. У міфах її уособлює рожева діва, яка після поширення християнства злилась із Божою Матір'ю.

### Герої
У вірменському епосі набули розвитку етногонічні міфи (про епонімів вірменів Гайка й Арама), міфи про близнюків і культурних героів (Єрванд та Єрваз, Деметр і Гісане, Санасар і Багдасар тощо), міфологічний мотив про боротьбу хаосу з космосом. В есхатологічних міфах простежується вплив мітраїзму та християнства.

## Храми та культові місця

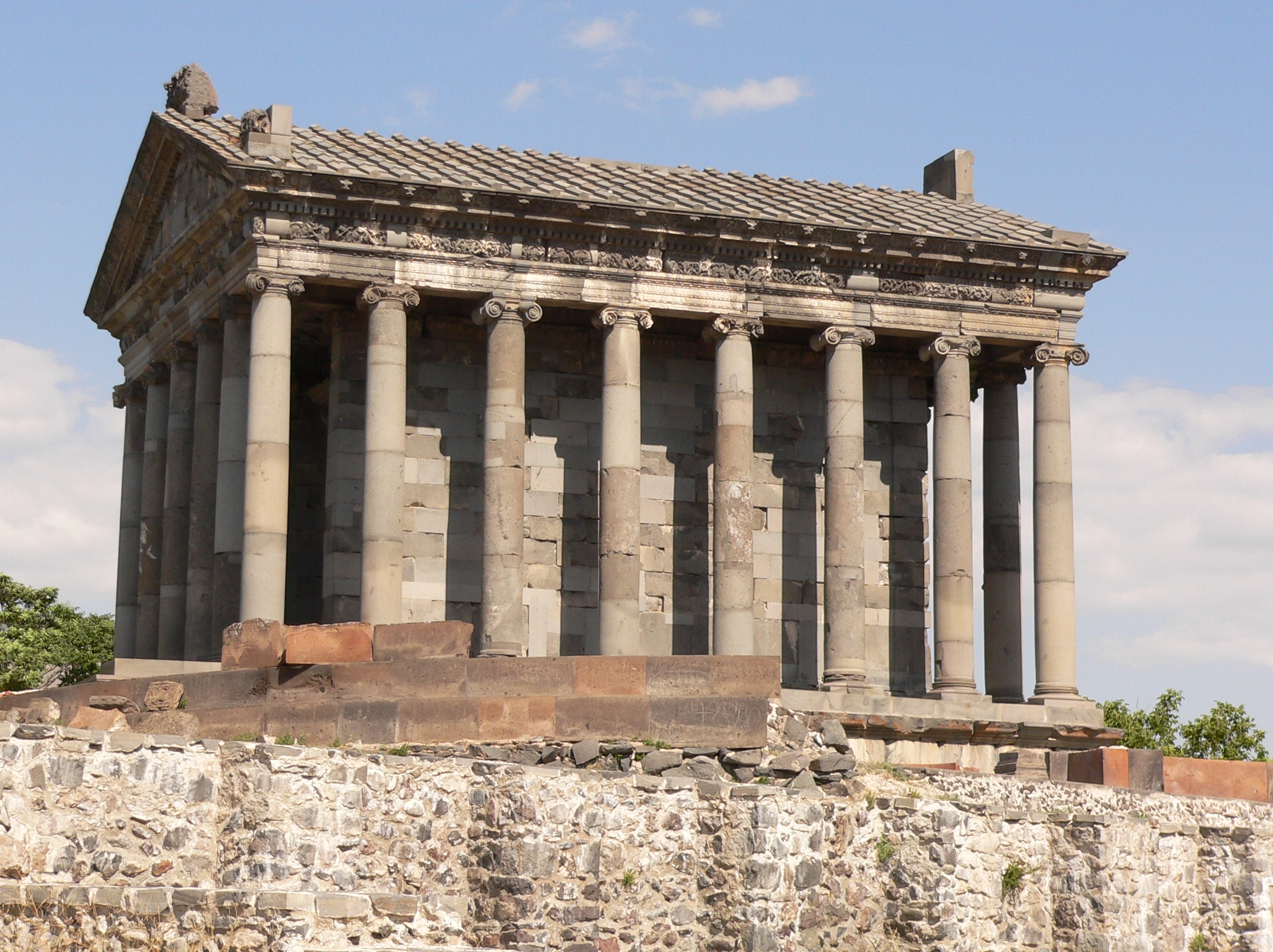
Храм Гарні

Храм Гарні (вірм. Գառնի [ɡarˈni]) — давньовірменський поганський храм I століття до н. е.. Є витонченим периптером елліністично-римського типу.
Храм Гарні — єдиний пам'ятник, який належить до доби поганства й еллінізму, що зберігся на території Вірменії,. За припущеннями, його було присвячено поганському богу Сонця — Міхру чи Мгеру
В результаті сильного землетрусу 1679 року храм був майже цілком зруйнований, його відновили у 1966—1976 роках. Поблизу храму збереглись рештки стародавньої фортеці й царського палацу, а також будівля лазні, споруджена у III столітті. Будівля включала не менше п'яти приміщень різного призначення, з яких чотири мали у торцях апсиди. Підлога прикрашена елліністичною мозаїкою.
Масіс — вірменська назва Арарату. У вірменському перекладі Біблії, у деяких вірменських версіях міфу про всесвітній потоп, ковчег Ксісутра (Ноя) зупинився на горі Масіс
Портакар (вірм. պորտաքար [pɔɾtaˈkʰaɾ], досл. «Пупочне каміння»), ритуальні камені у Вірменії, пов'язані з культом богині родючості й материнства (скоріш за все, Анаїт).
Імовірно, на формування уявлень про портакарів також вплинув відомий міф про народження Мітри (у вірменській міфології — Мгер) з каменю та його ухід до скелі. У зв'язку з цим портакари також вважались брамою до потойбіччя.
Відповідно до дохристиянського ритуального обряду, жінки, які бажали завагітніти, лягали або притискались до портакарів животом, що, за віруваннями вірменів, сприяло вагітності. Частиною обряду було запалювання свічки й окурювання портакару запашностями. Якщо в результаті такого обряду народжувалась дитина, то на портакарі робився сакральний знак-відмітка. Відповідно, чим більше подібних знаків на портакарі, тим потужнішим вважався портакар, і тим більшу популярність він мав серед населення.

## Боги стародавніх вірменів

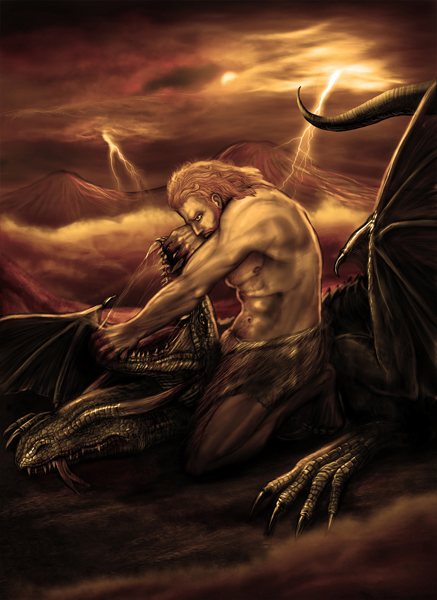
Вахагн

Аманор (вірм. Ամանոր, досл. «Новий Рік») — божество, що уособлювало Новий рік (який за давньовірменським календарем починався в серпні) та приносило його перші плоди. Пережитки культу у XX столітті простежуються у хвалебних піснях про «Нубара» («Новий Плід»)
Анаїт (вірм. Անահիտ), Анахіт, Анахіта — богиня-матір, богиня родючості й кохання, дочка (чи дружина) Арамазда. Ототожнювалась із перською Анахіт, давньогрецькими Артемідою чи Афродітою, давньогрузинською Далі, давньоримською Діаною та давньоєгипетською Ніїті. Її називають Великою пані, покровителькою та захисницею Вірменської землі. Після прийняття 301 року християнства у Вірменії як державної релігії поклоніння богині Анаїт трансформувалось у поклоніння Богородиці.
Головні храми Анаїт розташовувались у Єрезі, Армавірі, Арташаті й Аштішаті. Гора у Софені називалась «Троном Анаїт» («Атор Анахта»). Цілий район (гавар) в Єрезі у провінції Акілісена (Єкегіац), де розміщувався її головний храм, називався «Анахтакан Гавар». Святкуваннями на її честь починалось свято визрівання врожаю під час святкування Навасарда (давньовірменського Нового року) (15 серпня).
Арамазд (вірм. Արամազդ) — верховний бог у давньовірменському пантеоні, творець неба й землі, бог родючості, батько богів.
За однією з гіпотез, його ім'я є варіантом первинного власне вірменського імені Ара; за іншою, походить від імені перського бога-творця Ахура-Мазда (Ормазд). Культ Арамазда прийшов, можливо, у VI—V століттях до н. е., злившись із культом місцевих божеств. Мовсес Хоренаці повідомляє, що у вірменському пантеоні існувало чотири Арамазда. В елліністичний період Арамазд у Вірменії співставлявся із Зевсом.
Головне святилище Арамазда розташовувалось в Ані (сучасний Камах на території Туреччини) та було зруйновано наприкінці III століття під час поширення християнства.
Арев (вірм. Արեւ, досл. «Сонце», у переносному значенні — «життя»), також Арегак — персоніфікація Сонця, іноді у вигляді колеса, що випромінює світло, частіше у вигляді юнака.
Астхік (Астгік чи Астлік) (вірм. աստղիկ, досл. «зірочка») — богиня (діцуї) кохання та краси, кохана бога грози та блискавки Ваагна. За легендою після любовних зустрічей Астхік і Ваагна йшов дощ.
Астхік вважалась покровителькою дівчат і вагітних жінок. Культ Астхік був також пов'язаний зі зрошенням садів та полів.
Донині у Вірменії відзначають свято Вардавар (буквально: «свято троянд» або, за іншою интерпретацією — «водяна війна»), присвячене Астхік, під час якого люди поливаються водою та дарують одне одному троянди. Первинно це свято припадало на день літнього сонцестояння (22 червня).
Баршамін, (вірм. Բարշամին, досл. «Син неба»), також Баршимніа, Баршам — божество, що виступало супротивником богів та героїв (Вахагна, Арама тощо).
Образ походить, імовірно, від західносемітського Баалшамема, культ якого було поширено у Стародавній Вірменії. Збудований на честь Баршама храм і статуя зі слонової кістки, вивезена з Месопотамії Тиграном II (I століття до н. е.) та встановлена в поселенні Тордан (на південний захід від сучасного міста Ерзінджан у Західній Вірменії, на території сучасної Туреччини), були зруйновані після прийняття у Вірменії християнства 301 року.
Бахт (вірм. Բախտ, досл. «доля», «фатум») — дух у вірменській міфології, персоніфікація долі.
Ваагн(вірм. Վահագն), також Вахагн — бог-драконоборець, пізніше бог війни, полювання, вогню та блискавки. Іноді вважається пращуром вірменів.
Ваагн взимку викрав у родоначальника ассирійців Баршама солому та зник у небі. Дорогою він втрачав дрібні соломинки і з них утворився Чумацький шлях, вірменською — «дорога соломокрада»..
Ванатур (вірм. Վանատուր, досл. «Той-хто-надає-притулок»). Бог гостинності. Можливо, Ванатур — лише епітет Аманора, а не власне ім'я окремого божества.
Вае — бог (діц) Сонця.
Гісане (вірм. Գիսանե) — бог животворної природи, що помирає та воскресає, іпостась Дионіса.
Грох (вірм. Գրող, латиніз. Grogh, досл. «пише», «записує») — дух смерті, іпостась духа смерті Огеара.
Головною функцією Гроха вважався облік гріхів і добрих справ людей. Грох на лобі людини при народженні записує його долю (яку визначає Бахт); упродовж життя людини Грох позначає у своїй книзі її гріхи та добрі вчинки, які мали бути повідомлені на Божому Суді.
Іноді Гроха ототожнювали з цаверами, духами хвороби.
Деметр (вірм. Դեմետր), також Денетриос — брат Гісане. Відповідно до міфу князі Деметр і Гісане — брати родом з Індії. Вони накликали гнів свого правителя і втекли до Вірменії. Цар Вагаршак подарував їм країну Тарон (Західна Вірменія, на сході сучасної Туреччини), де вони побудували місто Вішап. За 15 років цар убив обох братів, а владу в Тароні передав їхнім трьом синам, які звели на горі Карке статуї своїх батьків-богів Деметра й Гісане, а служіння їм доручили своєму родові.
Лусін (вірм. Լուսին, досл. «Місяць») — у вірменській міфології персоніфікація Місяця.
Відповідно до міфу якось юнак Лусін попрохав у своєї матері, яка тримала в руках тісто, булочку. Розлючена мати дала йому ляпаса, від якого той злетів на небо. Донині на його обличчі видно сліди тіста (місячні кратери).
За народними повір'ями, фази Місяця пов'язані з циклами життя царя Лусін: новий місяць пов'язаний з його юнацькими роками, повний місяць — зі зрілістю, коли ж місяць убуває та з'являється півмісяць, настає старість Лусіна, який потім іде до раю (тобто помирає). З раю Лусін повертається відродженим (міфологема бога, що помирає та воскресає). У багатьох міфах Лусін та Арев (персоніфікація Сонця) виступають як брат і сестра.
Міхр (вірм. Միհր від Mihr — Мітра), також Мгер, Мхер — бог Сонця, небесного світла та справедливості. Син Арамазда, брат Анаїт і Нане. Зображувався у вигляді молодої людини, яка бореться з биком.
Нане, (вірм. Նանե) — богиня війни, материнства й мудрості — дочка верховного бога-творця Арамазда, яка виглядала молодою жінкою в одежах воїна (подібно до Афіни), зі списом та щитом в руках.
Її культ був тісно пов'язаний з культом богині Анаїт. Не випадково її храм розташовувався у гаварі Екехяц, поблизу храму Анаїт. Нане також шанувалась як Велика мати (в народній вірменській мові ім'я Нане набуло прозивного значення — бабуся, мати).
Спандарамет (вірм. Սանդարամետ) — бог підземного царства мертвих. Іноді «спандарамет» розуміли як власне підземелля. Ототожнюється з давньогрецьким богом Аїдом.
Тарку́ (вірм. Տարքու), також Тургу́, Торк — бог родючості й рослинності. В основному шанувався в околицях басейну озера Ван. З часом його ім'я трансформувалось на «Торк». Район поширення його культу збігався з територією, на якій шанувався давньовірменський бог Ангех. Внаслідок цього Торк став ототожнюватись із Ангехом або розглядатись як його нащадок. Епітетом Торка став «Ангехеа» — дар Ангеха. Пізніше епітет Ангехеа було перетлумачено як «огидний» (от «տգեղ» («тгех») — «некрасивий») та з'явився новий персонаж — Торк Ангех, якого вважали онуком Гайка.
Тір (вірм. Տիր) — бог письменності, мудрості, знань, захисник наук і мистецтв, писар бога Арамазда, пророк долі (відкриває людям майбутнє у снах). Імовірно, Тір вважався також і провідником душ у підземне царство. За елліністичної доби він ототожнювався з Аполлоном і Гермесом.
Храм Тіра (між містами Вагаршапат (Ечміадзін) і Арташат), що мав назву «Диван писаря Арамазда», був місцем знаходження оракулів, де жерці тлумачили сни, навчали наукам і мистецтвам.
Торк Ангех (вірм. Տորք Անգեղ), також Турк Ангех, Турк Ангехеа, Торг Ангех — правнук Гайка, син Ангеха. Зображувався як висока потворна людина, що мала велетенську силу.
Торк Ангех був незграбним пахлеваном (велетнем) потворної зовнішності: мав грубі риси обличчя, сплюснутий ніс, запалі блакитні очі, дикий погляд. Торк Ангех — каменяр-митець. Міг руками відколювати гранітні скелі, нігтями обробляв їх, створюючи гладкі плити, на яких нігтями ж малював зображення орлів тощо. Розлютившись, він відривав величезні скелі й кидав їх у ворогів.
Можливо, культ Торк Ангеха склався в результаті злиття уявлень про богів Тарку й Ангеха.
Цовінар (вірм. Ծովինար, від «тцов» — «море»), також (Т)цовян — богиня води, моря й дощу. Вона була вогняною істотою, яка змушувала йти дощ і град з небес силою свого гніву. Зображується як молода жінка з рідкими водоростями й ліліями у хвилястому темному волоссі.

## Духи та міфічні істоти

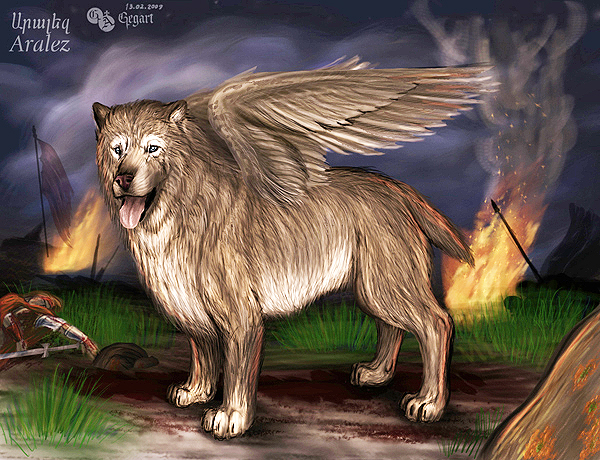
Аралез

- Азаран Блбул (Hazaran Blbul) — чудернацький птах.
- Аждаак (Ajdahak) — людина-вішап (напівдракон).
- Айоц лернер (Hayoc lerner) — персоніфіковані гори.
- Айс належав до групи девів, «старих» богів та мав талант, який допомагав проникати до тіла людей. При цьому жертви божеволіють, при цьому вірогідна небезпека суїциду. Після смерті ці одержимі перетворювались на демонів.
- Али, Алк (Alq — мн., Al — одн.) — злі духи, які шкодять породіллям і новонародженим: вони нападали на вагітних жінок і викрадали немовлят.
- Амбару (Hambaru) — дух амбарів і хлівів. Вимагають до себе гарного ставлення, в іншому разі мстяться господарям будівель.
- Ареваманук (Arewamanuk), «сонячний юнак» — мисливець, покараний сонцем.
- Аралези (вірм. Արալեզ) — духи у вигляді крилатих собак, які спускались із неба, щоб воскресити померлих у битвах, зализуючи їхні рани. Ззовні аралези були схожими на аборигенних собак Вірменського нагір'я — гампр, які, можливо, і стали прообразом Аралезів.
- Ачуч-Пачуч (Achoych-Pachoych), Ачоч-Мачоч — карлики, які проживали на краю світу. Остання людська раса перед кінцем світу. Відповідно до повір'я, люди будуть поступово зменшуватись, досягнувши зрештою розміру, що дозволить їм пройти через голкове вушко.
- Вішапи (Vishap) — демони (іноді дракони), які живуть у небі, у великих озерах, або ж на верхівках гір, причому, під час грози, небесні вішапи спускаються вниз, а вішапи гір і озер підіймаються в небо. Великий вішап може поглинути сонце, від чого відбуваються сонячні затемнення. З вішапами бореться бог Ваагн. З давнини збереглись менгіри, що зображують вішапів, як правило, у вигляді риб, а іноді у вигляді бика чи його розтягнутої на колах шкури.
- Гішерамайрер (Gisheramayrer) — у перекладі «Матері ночі». Персоніфікація нічної темряви, злі відьми, з дня створення світу зі зміями в руках, які переслідують Сонце.
- Дев, Дайва (авестійський), Дів (фарсі), Деус — злий дух, велетень, вкритий шерстю. Великого зросту, сильні, тупі, зображуються з невеликими ріжками. У казках змальовуються випадки викрадення ними жінок з метою співжиття.
- Даханавар (вірм. Դախանավար), Дашнавар — вампір, який жив у горах Ултіш Альто-тем і прославився тим, що не тільки ніколи не убивав жителів, які жили на його землях, але й захищав їх від вторгнень ворогів.
- Джраарс (вірм. Ջրահարս — буквально — «водяна наречена») — русалка, жінка з хвостом риби і волоссям, схожим на водорості й морську тіну, яка живе під водою.
- Жук у Жаманак (Juk u Jamanak — «час») — персоніфікація часу. Сивий старий, який сидить на верхівці високої гори (чи на небі) і тримає в руках білий та чорний клубки. Він спускає однією стороною гори один клубок, при цьому його розмотує, інший клубок він змотує, підіймаючи його з іншої сторони гори. Коли білий клубок (символізує день, денне небо), розмотуючись, сягає низу, — світлішає і сходить сонце. Коли Жук у Жаманак змотує білий клубок, а чорний (символ ночі, нічного неба), розмотуючи, спускає донизу, — темнішає та заходить сонце.
- Кадж (вірм. Քաջք) — буквально «хоробрий», міфологічні персонажі — духи бурі й вітру.
- Кахард (вірм. Կախարդ) — відьма.
- К'яйк ([Qyayk]) — нейтральні духи з групи девів. Вони живуть у печерах, ущелинах чи горах і виводять установлені для людей штрафи.
- Мардагайл (вірм. Մարդագայլ — «людина-вовк») — перевертень (зазвичай жінка), який має здатність перетворюватись на вовка. Вважалось, що боги карають жінку, роблячи її мардагайлом. (Зазвичай на 7 років).
- Неанг — змієподібне чудовисько, що може змінювати зовнішній вигляд. Його зазвичай пов'язують із традиційними вірменськими драконами (вішапи). Неанг міг заманити чоловіка, перекинувшись на жінку, чи перетворитись на тюленя й затягнути людину у воду, щоб втопити її та випити кров. Слово Неанг використовувалось у стародавній вірменській літературі для всіх водних (морських і річкових) монстрів.
- Пай (букв. — зберігати) — дух типу домового чи лішого. Залежно від ставлення до нього, може бути добрим чи злим. Розрізнялись різні види пайїв залежно від назви:
  - т'напай (від «тун» — «дім») — дух, домовий;
  - антарапай (від «антар» — «ліс») — ліший, подібний до грецького Пана (іноді, подібний до дикого козла);
  - мардапай (від «мард» — «людина») — дух-хранитель;
- пайапіс (можливо, від «піс» — «поганий, злий») — злий дух.
- Пері (вірм. փերի) — фантастичні істоти у вигляді прекрасних дівчат. Відповідно до уявлень стародавніх іранців, пері народжувались із вогню скинутих з неба янголів. У найбільш ранніх переказах виступали як носії темних сил. Згодом пері сприймались як служительки добра, так і зла. За своєю сутністю пері займають проміжне положення між янголами та злими духами — демонами. Мають можливість відвідувати царство мертвих. Пері надають допомогу своїм земним обранцям. Посланцями й виконавцями їхньої волі були підпорядковані пері чарівні звірі та птахи. Поява самих пері супроводжувалась незвичайним ароматом. Пері — досить могутні істоти, здатні стати до двобою й перемогти злих демонів і джинів. Зірки, що падають з небес, є ознакою такої битви. Пері можуть вступати до шлюбу з людьми й народжувати від них дітей.
- Т'зук (вірм. Թզուկ) — гном або карлик.
- Урвакани) — примари, загалом усі духи померлих. Відповідно до народних уявлень до числа урваканів належали й хортвілаки.
- Хорт'лакнер (Хртвілак, Хортвілак) — духи мертвих іновірців, самоубивць та злодіїв, що виходять ночами, а до світанку повертаються до своїх могил. В легендах вони виступали в антропоморфному та зооморфному обличчях (кішка, собака, вовк, ведмідь, осел тощо). Зазвичай вони стояли поблизу доріг, особливо поблизу цвинтарів, і лякали перехожих, стрибаючи їм на спини, на їхніх коней чи на арби.
- Чарк (вірм. Չարք «злий», «злидень»), чар (мн. — чари) — злі духи. Чари схожі й на людей, і на тварин; їхні ступні вивернуті п'ятками вперед. Часто чарків прирівнюють до каджів. Є значна кількість різновидів чарів:
  - ш'воти — духи зими;
  - айси — духи сильного вітру;
  - шидари — змушують божеволіти ударом.
- Чівал — злий дух, який відвідує вночі сни, щоб перетворювати їх на жахіття. Чівал належав до групи девів.
- Шаапети (вірм. Շահապետ) — зазвичай дружні духи-вартові. Зазвичай зображувались у формі змій. Вони населяли будинки, сади, поля, ліси, цвинтарі тощо. Розрізнюють кілька видів шаапетів:
  - швази (вірм. Շվազ) — вартові сільськогосподарських угідь,
  - шводи (вірм. Շվոդ) — вартові будинків. Якщо зі шводом поводились гарно, він міг відплатити жителям золотом, але якщо його ображали, починав шкодити чи взагалі йшов.
- Хска (вірм. Հսկա) — велетні, гіганти.

## Свята й обряди

### Календарні свята

#### Аманор
Аманор — Вірменський Новий Рік — стародавнє свято з давніми традиціями, повір'ями, символікою.

### Поховальні обряди
У народних поховальних звичаях зберігається етика шанування пам'яті померлих. Поминальні обряди влаштовуються в день поховання, наступного дня, 7-го й 40-го дня та у річницю смерті.